# Slaap (single)
Slaap is een single van het Nederlandse hiphopduo The Opposites uit 2006. Het stond in 2005 als twaalfde track op het album De fik er in, waar het de tweede single van is, na Fok jou.

## Achtergrond
Slaap is geschreven door Twan van Steenhoven en Willem de Bruin en geproduceerd door Big2. Het is een nederhoplied dat gebruik maakt van een vraag-en-antwoordpatroon. Een kind vraagt aan een volwassene over onderwerpen als rassensegregatie, de dood, liefde en wie de baas van de wereld is. Het lied samplet het kinderliedje Slaap, kindje, slaap. Het lied betekende de grote doorbraak van het duo, welke eerder wel hun bijdrage hadden geleverd aan Wat wil je doen van onder andere The Partysquad. De B-kant van de single is Oew oew, welke als achtste track op het album te vinden is. In 2022 werd het nummer verwerkt in het lied Slaap! van de Nederlandse rapper Jack.

## Hitnoteringen
Het lied haalde hitnoteringen in de twee grootste hitlijsten van Nederland op dat moment. In de Top 40 kwam het tot de vierde plaats en was het tien weken in de lijst te vinden. De piekpositie in de Single Top 100 was de zevende plaats. Het stond vijftien weken in deze hitlijst.